# Yokosuka K1Y
Yokosuka K1Y (яп. 一三式練習機, Навчальний гідролітак морський Тип 13) — серійний навчальний літак Імперського флоту Японії періоду 1920-1940-х років.

## Історія створення

У квітні 1924 року штаб авіації Імперського флоту Японії замовив 1-му арсеналу флоту у м. Йокосука розробку навчального літака, який мав би замінити застарілий Avro 504K. Жодних конкретних цифр у ТТХ не називалось, лише обумовлювалась можливість заміни колісного шасі на поплавкове.
Літак, розроблений під керівництвом Масасуке Хашимото, був одномоторним біпланом з полотняною обшивкою та двома відкритими кабінами. Гідропланна версія, окрім двох головних поплавків, мала хвостовий підтримуючий поплавок. Така схема на середину 1920-х років була вже застарілою.
Проєкт літака був готовий до кінця 1924 року, але оскільки заводські цехи арсеналу ще не були відбудовані після землетрусу 1923 року, побудова прототипів розпочався тільки влітку 1925 року. До кінця року були збудовані 2 прототипи та 4 передсерійні машини. Випробування пройшли успішно, і літак був прийнятий на озброєння під назвою «Навчальний гідролітак морський Тип 13» (або K1Y1 - варіант з колісним шасі і K1Y2 - варіант з попалвковим шасі).
Оскільки арсенал не мав виробничих потужностей для випуску літака, замовлення було передане фірмі Nakajima, яку незадовго до цього заснував колишній офіцер арсеналу Чукухеї Накадзіма. 
Відповідно до контракту до 1928 року було випущено 40 літаків - 20 K1Y1 та 20 K1Y2. Але ця кількість не задовольнила флот, тим більше, що поплавкова версія літака Yokosuka K2Y виявилась невдалою. Тому було видане додаткове замовлення на побудову поплавкової версії K1Y1. До 1933 року було 48 літаків на заводах фірми Kawanishi, а у 1933-1934 роках фірма Watanabe збудувала ще 10 літаків.
Всього, разом із прототипами, було збудовано 104 літаки.

## Тактико-технічні характеристики (K1Y2)

### Технічні характеристики
- Екіпаж: 2 чоловік
- Довжина: 8,68  м
- Висота: 3,47 м
- Розмах крил: 10,21 м
- Площа крил: 32,65 м ²
- Маса пустого: 872 кг
- Маса спорядженого: 1 056 кг
- Двигуни:  1 х Gasuden Benz
- Потужність: 130 к. с.

### Льотні характеристики
- Максимальна швидкість: 130 км/г
- Крейсерська швидкість: 106 км/г
- Тривалість польоту: 3 год

## Модифікації
- K1Y1 — варіант з колісним шасі
- K1Y2 — варіант з поплавковим шасі

## Історія використання
Літак K1Y виявився загалом вдалою машиною. Єдина проблема була з двигуном - японська промисловість 1920-х років не могла забезпечити належну якість німецького двигуна Benz Bz III, який випускався за ліцензією під назвою Gasuden Benz.
Але, незважаючи на це, літак K1Y прослужив до початку 2-ї світової війни. Багато списаних зі служби машин використовувались як цивільні.